# Olly il sottomarino
Olly il sottomarino (Dive Olly Dive!) è un cartone animato statunitense-irlandese prodotto dalla Telegael, Taffy Entertainment, KiKA, GDC Holdings, Yoram Gross-EM.TV e Mike Young Productions. Ha 83 episodi, la prima stagione ne ha 56 e la seconda stagione ne ha 27. La serie è stata trasmessa per la prima volta l'8 ottobre 2006 su Seven Network in Australia, mentre in Italia è arrivata su Boomerang il 13 giugno 2011, per poi essere replicato su Cartoonito.

## Trama
Olly il sottomarino racconta le avventure di Olly, un giovane sottomarino in corso di addestramento, e di Beth, la sua migliore amica, anche lei sottomarino in addestramento. Sotto la guida di Doug e della saggia dottoressa Kate Daniels, i due giovani sottomarini esplorano i meravigliosi fondali marini.

## Personaggi
- Olly: Il protagonista della serie è un sottomarino di colore giallo. Doppiato in italiano da Eleonora Reti.
- Beth un sottomarino-femmina è la migliore amica di Olly, in ogni episodio stanno sempre insieme. È di colore giallo. Doppiato in italiano da Francesca Rinaldi.
- Skid è un siluro sottomarino viola, sta sempre con Brandt.
- Walter è un siluro sottomarino della Sig.Kate colore verde acqua.
- Poopsie è una lontra maschio che gioca sempre con Skid e Brandt. Doppiato in italiano da Ilaria Egitto.
- Brandt è un paguro di colore rosso che sta sempre sopra Skid. Doppiato in italiano da Stefano Onofri.
- Ranger è un cavalluccio marino che si comporta come un cowboy. Passa il suo tempo a radunare i branchi di seppie. Doppiato in italiano da Fabrizio Valeriano.
- Susan è un idrovolante-femmina rosso e bianco, è un'amica di Olly e Beth.
- Luisella è una foca bianca, migliore amica di Susan che ha tre fratelli. Doppiato in italiano da Barbara Sacchelli.
- Doug è il primo capo del gruppo e ama moltissimo il suo lavoro. Il suo compito è preparare Olly e Beth per il loro futuro lavoro come sottomarini di ricerca ed esplorazione. Doppiato in italiano da Alessandro Vanni.
- Dott.ssa Kate Daniels è una femmina nonché il secondo, saggio e amichevole capo del gruppo, che certe volte da delle missioni ha Olly, Beth e Walter. Ha come amico Scott una scimmia-maschio, che combina guai.
- Shankley è una gru ancorata all'estremità del molo e il suo compito è mantenere in perfette condizioni i due giovani sottomarini.
- Scott è una scimmia-maschio domesticata dalla dottoressa Kate Daniels, combina sempre guai.
- Sottomarino D è un sottomarino grande, che è molto famoso. È di colore rosso. Doppiato in italiano da Luca Violini.
- Mickey è una tartaruga femmina adulta, che Olly e Beth non la vedevano l'ultima volta quando era piccola.